# Ormenis albigyna
Ormenis albigyna är en insektsart som beskrevs av Campos 1932. Ormenis albigyna ingår i släktet Ormenis och familjen Flatidae. Inga underarter finns listade i Catalogue of Life.